# 马蒂厄群
马蒂厄群（法語：Groupe de Mathieu）M11, M12, M22, M23, M24是5个多重传递置换群，次数分别为11、12、22、23、24。它们由法国数学家埃米尔·李奥纳多·马蒂厄于19世纪60、70年代发现，也是最早被发现的散在单群。
马蒂厄群的阶分别为7920、95040、443520、10200960、244823040。
M11可看作是M12一个点的稳定子群，M22、M23则可看作M24两个点和一个点的稳定子群。
马蒂厄群中，M12与M24是5重传递群（其中M12为精确5重传递），M11与M23是4重传递群（其中M11为精确4重传递），M22则是3重传递群。